# Arrhenothrix vaja
Arrhenothrix vaja är en fjärilsart som beskrevs av John Nevill Eliot 1962. Arrhenothrix vaja ingår i släktet Arrhenothrix och familjen juvelvingar. Inga underarter finns listade i Catalogue of Life.